# Динамічний діапазон
Динамічний діапазон (англ. Dynamic range, DR or DNR) — це співвідношення між найбільшим і найменшим можливими значеннями якості, що може бути змінена, такої як в сигналах на кшталт звуку і світла. Він вимірюється як співвідношення або за базою 10 (децибел) або 2 (дублювання, біти чи стопи) логарифмічне значення.
Зміна динамічного діапазону в системах обробки звуку виконується в звуковому компресорі і застосовується, в тому числі, для зменшення рівня шумів в системах запису та відтворення звуку. Зміна динамічного діапазону в системах обробки зображень (тональне відображення) застосовується як художній прийом в фотографії та кіно.